# Tang Muhan
Tang Muhan (kinesiska: 汤慕涵), född 4 september 2003, är en kinesisk simmare. 

## Karriär
I juli 2021 tävlade Tang i två grenar vid OS i Tokyo. Hon var en del av Kinas kapplag som tog guld på 4×200 meter frisim efter ett lopp på 7.40,33, vilket blev ett nytt världsrekord. Individuellt slutade Tang på femte plats på 400 meter frisim.
I juni 2022 vid VM i Budapest tog Tang brons på 200 meter frisim efter ett lopp på 1.56,25.